# Хауард (округ, Арканзас)
Хауард, также Го́вард (англ. Howard County) — округ в штате Арканзас, США с населением в 14 300 человек по статистическим данным переписи 2000 года. Столица округа находится в городе Нашвилл.
Округ был образован 17 апреля 1873 года, став 74-м по счёту округом Арканзаса, и получил своё название в честь бывшего сенатора США Джеймса Хауарда.
В округе действует запрет на оборот алкогольной продукции, поэтому Хауард входит в число так называемых «сухих» округов страны.

## География
По данным Бюро переписи населения США округ Хауард имеет общую площадь в 1541 квадратный километр, из которых 1520 кв. километров занимает земля и 21 кв. километр — вода. Площадь водных ресурсов округа составляет 1,31 % от всей его площади.

### Соседние округа
- Полк — север
- Пайк — восток
- Хемпстед — юго-восток
- Литл-Ривер — юго-запад
- Севир — запад

## Демография

Диапазон распределения населения округа по возрастным диапазонам. Данные переписи населения 2000 года

По данным переписи населения 2000 года в округе проживало 14 300 человек, 3 922 семьи, насчитывалось 5 471 домашнее хозяйство и 6 297 жилых домов. Средняя плотность населения составляла 9 человек на один квадратный километр. Расовый состав округа по данным переписи распределился следующим образом: 73,60 % белых, 21,86 % чёрных или афроамериканцев, 0,41 % коренных американцев, 0,50 % азиатов, 0,01 % выходцев с тихоокеанских островов, 0,86 % смешанных рас, 2,76 % — других народностей. Испано- и латиноамериканцы составили 5,08 % от всех жителей округа.
Из 5 471 домашнее хозяйство в 34,10 % — воспитывали детей в возрасте до 18 лет, 55,20 % представляли собой совместно проживающие супружеские пары, в 12,70 % семей женщины проживали без мужей, 28,30 % не имели семей. 25,70 % от общего числа семей на момент переписи жили самостоятельно, при этом 12,60 % составили одинокие пожилые люди в возрасте 65 лет и старше. Средний размер домашнего хозяйства составил 2,55 человека, а средний размер семьи — 3,04 человека.
Население округа по возрастному диапазону по данным переписи 2000 года распределилось следующим образом: 26,90 % — жители младше 18 лет, 8,60 % — между 18 и 24 годами, 27,80 % — от 25 до 44 лет, 21,60 % — от 45 до 64 лет и 15,10 % — в возрасте 65 лет и старше. Средний возраст жителей округа составил 36 лет. На каждые 100 женщин в округе приходилось 95,10 мужчины, при этом на каждых сто женщин 18 лет и старше приходилось 91,20 мужчины также старше 18 лет.
Средний доход на одно домашнее хозяйство в округе составил 28 699 долларов США, а средний доход на одну семью в округе — 34 510 долларов. При этом мужчины имели средний доход в 28 086 долларов США в год против 17 266 долларов США среднегодового дохода у женщин. Доход на душу населения в округе составил 15 586 долларов США в год. 11,90 % от всего числа семей в округе и 15,50 % от всей численности населения находилось на момент переписи населения за чертой бедности, при этом 20,10 % из них были моложе 18 лет и 17,00 % — в возрасте 65 лет и старше.

## Главные автодороги
- US 70
- US 278
- US 371
- AR 4
- AR 26
- AR 27
- AR 84

## Населённые пункты
- Диркс
- Минерал-Спрингс
- Нашвилл
- Толетт